# Совєтський (Волгоградська область)
Совєтський (рос. Советский) — селище у Октябрському районі Волгоградської області Російської Федерації.
Населення становить 280 осіб. Входить до складу муніципального утворення Совєтське сільське поселення.

## Історія
Селище розташоване у межах українського історичного та культурного регіону Жовтий Клин.
Згідно із законом від 15 грудня 2004 року № 968-ОД  органом місцевого самоврядування є Совєтське сільське поселення.

## Населення
| 2010 |
| ---- |
| 280  |